# Per-Edvin Persson
Per-Edvin Persson, född 1949, har varit direktör för Heureka, Finlands vetenskapscenter sedan 1991 och var innan dess Heurekas vetenskapliga direktör 1987-1991 Persson var verksamhetsledare för Vetenskapliga samfundens delegation i Finland 1983-1987. Innan dess var han forskare vid Helsingfors universitet och vid Freshwater Institute i Kanada. Till sin utbildning är Persson agronomie- och forstdoktor. Han är docent och 2011 tilldelade Republikens president honom professors titel.
Persson är limnolog och han har publicerat ett 50-tal vetenskapliga artiklar om lukt- och smakproblem i dricksvatten och fisk samt om eutrofieringen av vattendrag. Persson ledde det internationella samarbetet inom sin specialitet 1982-1991 och redigerade bl.a. publikationerna från de vetenskapliga konferenserna på området.
Persson utvecklade kraftigt verksamheten för de vetenskapliga föreningarnas samarbetsorganisation Vetenskapliga samfundens delegation bl.a. genom grundandet av en publikationscentral. Persson har haft många forskningspolitiska förtroendeuppdrag, bl.a. som ledamot av Vetenskapliga centralkommissionen vid Finlands Akademi 1992-1994 och Nordiska forskningspolitiska rådet 1986-1992. Hän är direktionsordförande för finska Vilt- och fiskeriforskningsinstitutet 2012-2014.
Persson har lett Heureka till framgång både i Finland och internationellt. Under hans ledning har Heurekas utställningar cirkulerat i 25 länder på fyra kontinenter och setts av mera än 22 miljoner besökare. Persson har varit ordförande för Nordisk science center forbund (1987-1991), det europeiska science center-förbundet ECSITE (1997-1998) samt det internationella science-centerförbundet ASTC (2004-2005). Han påbörjade traditionen med världskongresser för science centers. Persson har innehaft och innehar åtskilliga förtroendeuppdrag inom science center-branschen i flera länder, I Finland var han ordförande för folkbildningsorganisationen Svenska folkskolans vänner 2010-2017.
Persson mottog den högsta hedersbetygelsen inom sin bransch, ASTC Fellow Award for Outstanding Contribution, år 2007. Han är riddare av första graden av Finlands vita ros orden samt riddare av den franska orden Ordre national du Mérite.